# Myllypuro (metropolitana di Helsinki)
Myllypuro (in finlandese: Myllypuron metroasema; in svedese: Metrostationen Kvarnbäcken) è una stazione di superficie del ramo nord (Itäkeskus - Mellunmäki) della Metropolitana di Helsinki. Serve il quartiere di Myllypuro, situato a Helsinki Est.
La stazione fu inaugurata il 21 ottobre 1986, e fu disegnata dallo studio di architettura Toivo Karhunen Oy. Si trova a circa 1.922 metri da Itäkeskus, e a 1.371 metri da Kontula.

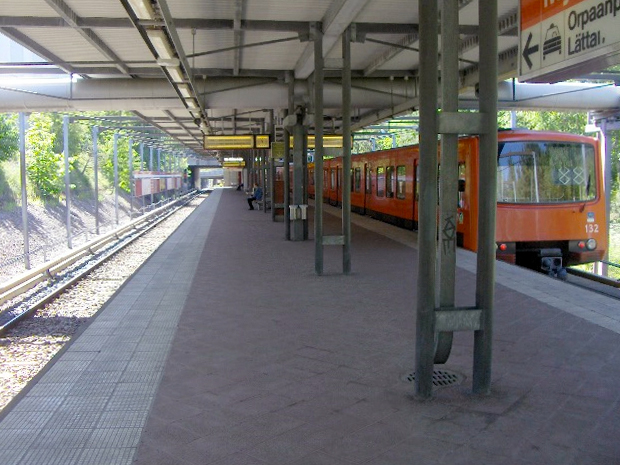
Banchina di Myllypuro
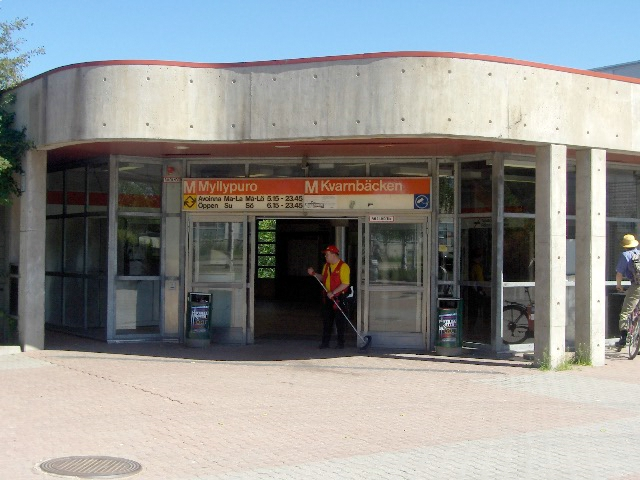
Ingresso di Myllypuro